# ザ☆ドラえもんズ ドキドキ機関車大爆走!
『ザ☆ドラえもんズ ドキドキ機関車大爆走！』（ザ・ドラえもんズ ドキドキきかんしゃだいばくそう！）は、2000年に『ドラえもん のび太の太陽王伝説』、『おばあちゃんの思い出』と同時に公開された日本のアニメ映画である。
ザ・ドラえもんズ映画の第5作。同時上映作品と共に、第18回ゴールデングロス賞優秀銀賞受賞作。

## 概要
この作品より前作までザ・ドラえもんズシリーズの監督を務めていた米谷良知に代わり、錦織博が監督となった。
アチモフが再登場していることから、第2作目『ザ☆ドラえもんズ 怪盗ドラパン謎の挑戦状!』の後日談的作品となっている。
サブタイトルが「ドキドキ機関車大暴走」と表記されるケースがしばしば見られるが（例1、例2 など）、これは誤記である。
作中ではドラえもんズそれぞれの一人称が統一されていないのが目立つ（登場人物の項を参照）。また、ドラえもんと寺尾台校長がドラえもんズの映画に登場した最後の作品である。（ドラえもんがメンバー達と親友テレカを使用したのも本作でラストとなる）
本作は第1作目『ドラミ&ドラえもんズ ロボット学校七不思議!?』から次作の第6作目までの作品で唯一田中道明によるコミカライズ版が単行本未収録となっている（『別冊コロコロコミック2000年4月号』に掲載）。

## あらすじ
かつて、ドラえもんズに敗れタイムパトロールに捕らえられた悪の科学者アチモフが脱獄し、22世紀のパワーセンターから、エネルギーカプセルを盗み出した。その結果街全体が停電となってしまった。
街を救うためにドラえもんズは一つだけ残されたエネルギーカプセルを届ける任務を負い、車掌のロビンとともに蒸気機関車でパワーセンターへ向かう。

## 登場人物
ドラ・ザ・キッド
声 - 難波圭一
第1作目以来、本作の主役。
普段の口の悪さから当初はロビンをやんちゃ坊主、機関車のロコをオンボロ呼ばわりしたが、後に謝った。落石を空気砲で破壊したり、アチモフに捕まったロビンを救出すると同時に落とした彼女のお守り（実は本物のエネルギーカプセル）を渡した。映画版と漫画版ではオチが異なっており、映画版ではロビンに感謝のキスをされたが、漫画版では「オレがいなきゃロビンは何もできなかった」と得意げになったためロビンに足を踏んづけられドラえもん達に笑われるオチとなっていた。
ロビン
声 - 白鳥由里
機関車の運転を担当する少女で本作のヒロイン。
寺尾台校長の幼馴染の孫娘。男勝りな性格から、ドラえもんズからは少年と思われていたが、アチモフの落石を退けた際に帽子がとれて顔が露出したことで女の子である事が判明。足の踏んづけが強く、キッドはおろか、アチモフですら痛がる程。祖父を慕っており、彼が大切にしてきた機関車のロコをバカにすると怒る。「フン!」が口癖。
当初はキッドと衝突しがちだったが、アチモフとの戦いで人質に捕られた際、カプセルよりも命を優先したキッドの姿を見たことで和解。事件後、キッドに頬キスする。
本編ではオーバーオールを着ていたが、エンディング映像ではドレス姿を披露。
王ドラ
声 - 林原めぐみ
ウブで真面目な性格。女の子に弱く、ロビンに対しては当初普通の態度で接していたが、彼女が女の子だと分かった途端骨抜きになった。
通常の作品の一人称は「私」だが、本作のみ一人称が「僕」であり、キッドを「さん」付けした。
ドラニコフ
声 - 桜井敏治
アチモフの部下の体型を見て、狼に変身し、火を吐いた。「ガウ」しか話せない。
エル・マタドーラ
声 - 中尾隆聖
シエスタが好きでよく居眠りし、ドラリーニョのピンチに気が付かなかったが寝ぼけた際、アチモフ一味が落とした大岩を巨大な牛と勘違いし、跳ね返した。また女好きだが終盤までロビンが女の子だと知らなかった為、ナンパするシーンがなかった。
ドラメッド三世
声 - 佐藤正治
カナヅチであるため、水が苦手だがそのおかげで助かる。機関車を滝に落とされたとき機関車を持ち上げて全力疾走した（王ドラ曰く「火事場の馬鹿力ならぬ、水場の馬鹿力ですね」）。また、ドラリーニョがアチモフの部下に追われた時は手だけを巨大化させた。
最初だけ自らを「ワシ」と呼んだり「～ゾよ」が口癖だったり等、他作品と口調が異なったが、滝に落ちた際以降は元の口調になった。
ドラリーニョ
声 - 一龍斎貞友
運動神経はメンバー一で物忘れが激しいが、今回はそれらしい所はなかった。得意のシュートでアチモフが落とした岩を粉々にした時、得意げになった。
その後さらに何倍も大きな岩が落ちてきた時、動揺していた。
ドラえもん
声 - 大山のぶ代
チームのリーダー。いつもは終盤まで出番がほとんどないが本作のみ、最初から最後まで登場している。エネルギーカプセルの残り時間の確認役でカプセルを守ろうと奮闘するがいつものドジな所は変わらない。
寺尾台校長
声 - 永井一郎
アチモフを欺くため、ロビンにペンダントのお守りを渡し、ドラえもんズには偽物のカプセルを渡した。
ミニドラ
声 - 佐久間レイ
ドラリーニョのサッカー・チーム。
所長
声 - 緒方賢一
パワーアップセンターの所長。
Dr.アチモフ
声 - 銀河万丈
悪の科学者。第2作目の『怪盗ドラパン謎の挑戦状!』の際に刑務所送りになったが脱獄し、エネルギーカプセルを盗んで街を混乱に陥れる。最後はまたしてもドラえもんズに敗れ、何処かに去っていった。
アチモフの部下
声 - 大西健晴、長嶝高士、柳沢栄治

## 用語
パワーセンター
22世紀の電力会社。ロビンによると昔は火力発電所だったらしい。
エネルギーカプセル
本作のキーアイテム。電気の源。かなり壊れやすい代物でどこでもドアやタイムマシンなどの道具を使うと時空の歪みによって壊れてしまう。
ドラえもんズがこれを2時間以内にパワーセンターに届けようとするが、後にカプセルが偽物でロビンのカプセルが本物だというオチになった。
ロコ
ロビンの赤い蒸気機関車。動力源は石炭ではなく薪。名前は小学一年生1月号の読者公募によるもの。

## スタッフ
- 原作 - 藤子・F・不二雄
- 監督 - 錦織博
- 脚本 - 池田眞美子
- 原案協力 - 寺田憲史
- 作画監督 - 高倉佳彦
- 美術監督 - 明石聖子
- 撮影監督 - 熊谷正弘
- 録音監督 - 大熊昭
- 音楽 - 宮崎慎二
- 効果 - 松田昭彦（フィズサウンドクリエイション）
- 編集 - 岡安肇
- 色彩設計 - 今泉ひろみ
- 原画 - 佐々木正勝、原勝徳、実原登、橋本英樹、梅芝五郎、古山匠、加藤裕美、福本勝
- 制作担当 - 松土隆二
- プロデューサー - 増子相二郎、市川芳彦、木村純一、高橋由佳、山川秀樹
- 制作協力 - 藤子プロ、ASATSU-DK
- 制作 - シンエイ動画、小学館、テレビ朝日

## 主題歌
- 「ぼくらの元気」

作詞 - 柚木美祐、作曲・編曲 - 藤沢秀樹、歌 - 堀江美都子